# Герб Сан-Томе и Принсипи
Герб Сан-Томе и Принсипи представляет собой изображение сокола слева и попугая справа, каждый из них лапой поддерживает африканский щит (выполненный в форме кокосового ореха) в середине между ними. Щит венчает голубая звезда. Между крыльями птиц поверх щита расположена лента с полным наименованием государства. Между свободными ногами птиц ниже щита размещается вторая лента с национальным девизом «Единство — дисциплина — труд».

## Символика
После провозглашения 12 июля 1975 года независимой Демократической Республики Сан-Томе и Принсипи у неё почти два года не было герба — он утверждён только в 1977 году.
Дерево какао символизирует основную культуру экономики страны.
На овальном щите — зелёно-золотой бурелет (в цветах флага Сан-Томе и Принсипи), на котором поставлена, как нашлемник, большая лазоревая (синяя) пятиконечная звезда, символизирующая принадлежность страны к Африке, единство государства и омывающие острова воды Гвинейского залива.
Щитодержатели — сокол и попугай.
На верхней ленте написано название страны, на нижней — государственный девиз: Единство — дисциплина — труд.
В статье 14 конституции Демократической Республики Сан-Томе и Принсипи государственный герб описан следующим образом:

Герб состоит из изображения сокола слева и попугая справа, разделяемых овальным щитом, ширина которого составляет 0,33 его высоты, внутри которого по вертикальной оси изображена пальма.

Наиболее частым является чёрно-белое (или коричнево-белое) двухцветное изображение герба.

## История эмблемы
|  | Герб португальской колонии Сан-Томе и Принсипи 1935—1951 В 1935 году вместе с гербами других португальских колоний был утверждён герб колонии Сан-Томе и Принсипи. Правая и нижняя часть трёхчастного щита были одинаковы для всех португальских колоний и представляли собой изображение в серебряном поле пяти лазоревых (синих) щитов с пятью серебряными гвоздями каждый (древний герб Португалии), в нижней части изображались зелёные и серебряные волнистые полосы. Левая треть щита представляла собой собственно эмблему колонии. Для Сан-Томе и Принсипи это было изображение в червлёном (красном) поле золотого водяного колеса с синими каплями воды. Щит был увенчан крепостной короной с изображениями армиллярной сферы из герба Португалии и серебряных щитов с крестом Ордена Христа. Под щитом располагалась лента с надписью «Португальская колония Сан-Томе и Принсипи». |
|  | Герб португальской провинции Сан-Томе и Принсипи 1951—1975 В 1951 году Сан-Томе и Принсипи получили статус заморской провинции Португалии. Это нашло отражение в изменении надписи на девизной ленте в гербе: теперь на ней была начертана надпись «Португальская провинция Сан-Томе и Принсипи». |